# 3e étape du Tour d'Espagne 2020
Pour un article plus général, voir Tour d'Espagne 2020.
La 3e étape du Tour d'Espagne 2020 se déroule le jeudi 22 octobre 2020, de Lodosa à la Lagune noire d'Urbión, sur une distance de 166,1 km.

## Résultats

### Classement de l'étape
| \| Classement de l'étape \| Classement de l'étape \| Classement de l'étape \| Classement de l'étape \| Classement de l'étape \| \| Coureur \| Coureur \| Pays \| Équipe \| Temps \| \| --------------------- \| --------------------- \| --------------------- \| ---------------------- \| --------------------- \| \| 1er \| Dan Martin \| Irlande \| Israel Start-Up Nation \| 4 h 27 min 49 s \| \| 2e \| Primož Roglič \| Slovénie \| Jumbo-Visma \| + 0 s \| \| 3e \| Richard Carapaz \| Équateur \| Ineos Grenadiers \| + 0 s \| \| 4e \| Wout Poels \| Pays-Bas \| Bahrain McLaren \| + 4 s \| \| 5e \| Aleksandr Vlasov \| Russie \| Astana \| + 7 s \| \| 6e \| Enric Mas \| Espagne \| Movistar Team \| + 9 s \| \| 7e \| Felix Großschartner \| Autriche \| Bora-Hansgrohe \| + 12 s \| \| 8e \| Hugh Carthy \| Royaume-Uni \| EF Pro Cycling \| + 12 s \| \| 9e \| Sepp Kuss \| États-Unis \| Jumbo-Visma \| + 12 s \| \| 10e \| Clément Champoussin \| France \| AG2R La Mondiale \| + 24 s \| |                     |             |                        |                 |
| |                     |             |                        |                 |
| Source : ProCyclingStats |                     |             |                        |                 |
| Classement de l'étape |                     |             |                        |                 |
| Coureur | Coureur             | Pays        | Équipe                 | Temps           |
| 1er | Dan Martin          | Irlande     | Israel Start-Up Nation | 4 h 27 min 49 s |
| 2e | Primož Roglič       | Slovénie    | Jumbo-Visma            | + 0 s           |
| 3e | Richard Carapaz     | Équateur    | Ineos Grenadiers       | + 0 s           |
| 4e | Wout Poels          | Pays-Bas    | Bahrain McLaren        | + 4 s           |
| 5e | Aleksandr Vlasov    | Russie      | Astana                 | + 7 s           |
| 6e | Enric Mas           | Espagne     | Movistar Team          | + 9 s           |
| 7e | Felix Großschartner | Autriche    | Bora-Hansgrohe         | + 12 s          |
| 8e | Hugh Carthy         | Royaume-Uni | EF Pro Cycling         | + 12 s          |
| 9e | Sepp Kuss           | États-Unis  | Jumbo-Visma            | + 12 s          |
| 10e | Clément Champoussin | France      | AG2R La Mondiale       | + 24 s          |

### Points attribués pour le classement par points
| Sprint intermédiaire Vinuesa (km 148) | Sprint intermédiaire Vinuesa (km 148) | Sprint intermédiaire Vinuesa (km 148) | Sprint intermédiaire Vinuesa (km 148) | Sprint intermédiaire Vinuesa (km 148) |
| ------------------------------------- | ------------------------------------- | ------------------------------------- | ------------------------------------- | ------------------------------------- |
|                                       | Coureur                               | Pays                                  | Équipe                                | Point(s)                              |
| 1er                                   | Héctor Sáez                           | Espagne                               | Caja Rural-Seguros RGA                | 4                                     |
| 2e                                    | Ángel Madrazo                         | Espagne                               | Burgos-BH                             | 2                                     |
| 3e                                    | Valentin Ferron                       | France                                | Total Direct Énergie                  | 1                                     |
| modifier                              |                                       |                                       |                                       |                                       |

| Arrivée d'étape Laguna Negra (km 166,1) | Arrivée d'étape Laguna Negra (km 166,1) | Arrivée d'étape Laguna Negra (km 166,1) | Arrivée d'étape Laguna Negra (km 166,1) | Arrivée d'étape Laguna Negra (km 166,1) |
| --------------------------------------- | --------------------------------------- | --------------------------------------- | --------------------------------------- | --------------------------------------- |
|                                         | Coureur                                 | Pays                                    | Équipe                                  | Point(s)                                |
| 1er                                     | Dan Martin                              | Irlande                                 | Israel Start-Up Nation                  | 25                                      |
| 2e                                      | Primož Roglič                           | Slovénie                                | Jumbo-Visma                             | 20                                      |
| 3e                                      | Richard Carapaz                         | Équateur                                | Ineos Grenadiers                        | 16                                      |
| 4e                                      | Wout Poels                              | Pays-Bas                                | Bahrain-McLaren                         | 14                                      |
| 5e                                      | Aleksandr Vlasov                        | Russie                                  | Astana                                  | 12                                      |
| 6e                                      | Enric Mas                               | Espagne                                 | Movistar                                | 10                                      |
| 7e                                      | Felix Großschartner                     | Autriche                                | Bora-Hansgrohe                          | 9                                       |
| 8e                                      | Hugh Carthy                             | Royaume-Uni                             | EF Pro Cycling                          | 8                                       |
| 9e                                      | Sepp Kuss                               | Nouvelle-Zélande                        | Jumbo-Visma                             | 7                                       |
| 10e                                     | Clément Champoussin                     | France                                  | AG2R La Mondiale                        | 6                                       |
| 11e                                     | David Gaudu                             | France                                  | Groupama-FDJ                            | 5                                       |
| 12e                                     | Kenny Elissonde                         | France                                  | Trek-Segafredo                          | 4                                       |
| 13e                                     | David de la Cruz                        | Espagne                                 | UAE Emirates                            | 3                                       |
| 14e                                     | Guillaume Martin                        | France                                  | Cofidis                                 | 2                                       |
| 15e                                     | Marc Soler                              | Espagne                                 | Movistar                                | 1                                       |
| modifier                                |                                         |                                         |                                         |                                         |

### Points attribués pour le classement du meilleur grimpeur
| Puerto de Oncala (km 79) 3e catégorie (17,0 km à 2,6%) | Puerto de Oncala (km 79) 3e catégorie (17,0 km à 2,6%) | Puerto de Oncala (km 79) 3e catégorie (17,0 km à 2,6%) | Puerto de Oncala (km 79) 3e catégorie (17,0 km à 2,6%) | Puerto de Oncala (km 79) 3e catégorie (17,0 km à 2,6%) |
| ------------------------------------------------------ | ------------------------------------------------------ | ------------------------------------------------------ | ------------------------------------------------------ | ------------------------------------------------------ |
|                                                        | Coureur                                                | Pays                                                   | Équipe                                                 | Point(s)                                               |
| 1er                                                    | Tosh Van der Sande                                     | Belgique                                               | Lotto-Soudal                                           | 3                                                      |
| 2e                                                     | Willie Smit                                            | Afrique du Sud                                         | Burgos-BH                                              | 2                                                      |
| 3e                                                     | Aritz Bagües                                           | Espagne                                                | Caja Rural-Seguros RGA                                 | 1                                                      |
| modifier                                               |                                                        |                                                        |                                                        |                                                        |

| Laguna Negra (km 166,1) 1re catégorie (8,6 km à 5,8%) | Laguna Negra (km 166,1) 1re catégorie (8,6 km à 5,8%) | Laguna Negra (km 166,1) 1re catégorie (8,6 km à 5,8%) | Laguna Negra (km 166,1) 1re catégorie (8,6 km à 5,8%) | Laguna Negra (km 166,1) 1re catégorie (8,6 km à 5,8%) |
| ----------------------------------------------------- | ----------------------------------------------------- | ----------------------------------------------------- | ----------------------------------------------------- | ----------------------------------------------------- |
|                                                       | Coureur                                               | Pays                                                  | Équipe                                                | Point(s)                                              |
| 1er                                                   | Dan Martin                                            | Irlande                                               | Israel Start-Up Nation                                | 10                                                    |
| 2e                                                    | Primož Roglič                                         | Slovénie                                              | Jumbo-Visma                                           | 6                                                     |
| 3e                                                    | Richard Carapaz                                       | Équateur                                              | Ineos Grenadiers                                      | 4                                                     |
| 4e                                                    | Wout Poels                                            | Pays-Bas                                              | Bahrain-McLaren                                       | 2                                                     |
| 5e                                                    | Aleksandr Vlasov                                      | Russie                                                | Astana                                                | 1                                                     |
| modifier                                              |                                                       |                                                       |                                                       |                                                       |

### Bonifications
|   | Coureur         | Pays    | Équipe                 | Secondes |
| - | --------------- | ------- | ---------------------- | -------- |
| 1 | Héctor Sáez     | Espagne | Caja Rural-Seguros RGA | 3 s      |
| 2 | Ángel Madrazo   | Espagne | Burgos-BH              | 2 s      |
| 3 | Valentin Ferron | France  | Total Direct Énergie   | 1 s      |

|   | Coureur         | Pays     | Équipe                 | Secondes |
| - | --------------- | -------- | ---------------------- | -------- |
| 1 | Dan Martin      | Irlande  | Israel Start-Up Nation | 10 s     |
| 2 | Primož Roglič   | Slovénie | Jumbo-Visma            | 6 s      |
| 3 | Richard Carapaz | Équateur | Ineos Grenadiers       | 4 s      |

## Classements à l'issue de l'étape

### Classement général
| \| Classement général \| Classement général \| Classement général \| Classement général \| Classement général \| \| Coureur \| Coureur \| Pays \| Équipe \| Temps \| \| ------------------ \| ------------------- \| ------------------ \| ---------------------- \| ------------------ \| \| 1er \| Primož Roglič \| Slovénie \| Jumbo-Visma \| 12 h 37 min 24 s \| \| 2e \| Dan Martin \| Irlande \| Israel Start-Up Nation \| + 5 s \| \| 3e \| Richard Carapaz \| Équateur \| Ineos Grenadiers \| + 13 s \| \| 4e \| Enric Mas \| Espagne \| Movistar Team \| + 32 s \| \| 5e \| Hugh Carthy \| Royaume-Uni \| EF Pro Cycling \| + 38 s \| \| 6e \| Sepp Kuss \| États-Unis \| Jumbo-Visma \| + 44 s \| \| 7e \| Felix Großschartner \| Autriche \| Bora-Hansgrohe \| + 1 min 17 s \| \| 8e \| Esteban Chaves \| Colombie \| Mitchelton-Scott \| + 1 min 29 s \| \| 9e \| Marc Soler \| Espagne \| Movistar Team \| + 1 min 55 s \| \| 10e \| George Bennett \| Nouvelle-Zélande \| Jumbo-Visma \| + 1 min 57 s \| |                     |                  |                        |                  |
| |                     |                  |                        |                  |
| Source : ProCyclingStats |                     |                  |                        |                  |
| Classement général |                     |                  |                        |                  |
| Coureur | Coureur             | Pays             | Équipe                 | Temps            |
| 1er | Primož Roglič       | Slovénie         | Jumbo-Visma            | 12 h 37 min 24 s |
| 2e | Dan Martin          | Irlande          | Israel Start-Up Nation | + 5 s            |
| 3e | Richard Carapaz     | Équateur         | Ineos Grenadiers       | + 13 s           |
| 4e | Enric Mas           | Espagne          | Movistar Team          | + 32 s           |
| 5e | Hugh Carthy         | Royaume-Uni      | EF Pro Cycling         | + 38 s           |
| 6e | Sepp Kuss           | États-Unis       | Jumbo-Visma            | + 44 s           |
| 7e | Felix Großschartner | Autriche         | Bora-Hansgrohe         | + 1 min 17 s     |
| 8e | Esteban Chaves      | Colombie         | Mitchelton-Scott       | + 1 min 29 s     |
| 9e | Marc Soler          | Espagne          | Movistar Team          | + 1 min 55 s     |
| 10e | George Bennett      | Nouvelle-Zélande | Jumbo-Visma            | + 1 min 57 s     |

| Classement par points | Classement par points | Classement par points | Classement par points  | Classement par points |
| Coureur               | Coureur               | Pays                  | Équipe                 | Points                |
| --------------------- | --------------------- | --------------------- | ---------------------- | --------------------- |
| 1er                   | Primož Roglič         | Slovénie              | Jumbo-Visma            | 65 pts                |
| 2e                    | Dan Martin            | Irlande               | Israel Start-Up Nation | 57 pts                |
| 3e                    | Richard Carapaz       | Équateur              | Ineos Grenadiers       | 50 pts                |
| 4e                    | Enric Mas             | Espagne               | Movistar Team          | 30 pts                |
| 5e                    | Marc Soler            | Espagne               | Movistar Team          | 26 pts                |
| 6e                    | Hugh Carthy           | Royaume-Uni           | EF Pro Cycling         | 25 pts                |
| 7e                    | Esteban Chaves        | Colombie              | Mitchelton-Scott       | 23 pts                |
| 8e                    | Sepp Kuss             | États-Unis            | Jumbo-Visma            | 22 pts                |
| 9e                    | Felix Großschartner   | Autriche              | Bora-Hansgrohe         | 21 pts                |
| 10e                   | Alejandro Valverde    | Espagne               | Movistar Team          | 17 pts                |

| Classement par points | Classement par points | Classement par points | Classement par points  | Classement par points |
| Coureur               | Coureur               | Pays                  | Équipe                 | Points                |
| --------------------- | --------------------- | --------------------- | ---------------------- | --------------------- |
| 1er                   | Primož Roglič         | Slovénie              | Jumbo-Visma            | 65 pts                |
| 2e                    | Dan Martin            | Irlande               | Israel Start-Up Nation | 57 pts                |
| 3e                    | Richard Carapaz       | Équateur              | Ineos Grenadiers       | 50 pts                |
| 4e                    | Enric Mas             | Espagne               | Movistar Team          | 30 pts                |
| 5e                    | Marc Soler            | Espagne               | Movistar Team          | 26 pts                |
| 6e                    | Hugh Carthy           | Royaume-Uni           | EF Pro Cycling         | 25 pts                |
| 7e                    | Esteban Chaves        | Colombie              | Mitchelton-Scott       | 23 pts                |
| 8e                    | Sepp Kuss             | États-Unis            | Jumbo-Visma            | 22 pts                |
| 9e                    | Felix Großschartner   | Autriche              | Bora-Hansgrohe         | 21 pts                |
| 10e                   | Alejandro Valverde    | Espagne               | Movistar Team          | 17 pts                |

| Classement de la montagne | Classement de la montagne | Classement de la montagne | Classement de la montagne | Classement de la montagne |
| Coureur                   | Coureur                   | Pays                      | Équipe                    | Points                    |
| ------------------------- | ------------------------- | ------------------------- | ------------------------- | ------------------------- |
| 1er                       | Richard Carapaz           | Équateur                  | Ineos Grenadiers          | 18 pts                    |
| 2e                        | Dan Martin                | Irlande                   | Israel Start-Up Nation    | 16 pts                    |
| 3e                        | Sepp Kuss                 | États-Unis                | Jumbo-Visma               | 14 pts                    |
| 4e                        | Primož Roglič             | Slovénie                  | Jumbo-Visma               | 7 pts                     |
| 5e                        | Quentin Jauregui          | France                    | AG2R La Mondiale          | 6 pts                     |
| 6e                        | Tim Wellens               | Belgique                  | Lotto-Soudal              | 6 pts                     |
| 7e                        | Enric Mas                 | Espagne                   | Movistar Team             | 6 pts                     |
| 8e                        | Alejandro Valverde        | Espagne                   | Movistar Team             | 6 pts                     |
| 9e                        | Jetse Bol                 | Pays-Bas                  | Burgos-BH                 | 4 pts                     |
| 10e                       | Tosh Van der Sande        | Belgique                  | Lotto-Soudal              | 3 pts                     |

| Classement de la montagne | Classement de la montagne | Classement de la montagne | Classement de la montagne | Classement de la montagne |
| Coureur                   | Coureur                   | Pays                      | Équipe                    | Points                    |
| ------------------------- | ------------------------- | ------------------------- | ------------------------- | ------------------------- |
| 1er                       | Richard Carapaz           | Équateur                  | Ineos Grenadiers          | 18 pts                    |
| 2e                        | Dan Martin                | Irlande                   | Israel Start-Up Nation    | 16 pts                    |
| 3e                        | Sepp Kuss                 | États-Unis                | Jumbo-Visma               | 14 pts                    |
| 4e                        | Primož Roglič             | Slovénie                  | Jumbo-Visma               | 7 pts                     |
| 5e                        | Quentin Jauregui          | France                    | AG2R La Mondiale          | 6 pts                     |
| 6e                        | Tim Wellens               | Belgique                  | Lotto-Soudal              | 6 pts                     |
| 7e                        | Enric Mas                 | Espagne                   | Movistar Team             | 6 pts                     |
| 8e                        | Alejandro Valverde        | Espagne                   | Movistar Team             | 6 pts                     |
| 9e                        | Jetse Bol                 | Pays-Bas                  | Burgos-BH                 | 4 pts                     |
| 10e                       | Tosh Van der Sande        | Belgique                  | Lotto-Soudal              | 3 pts                     |

| Classement du meilleur jeune | Classement du meilleur jeune | Classement du meilleur jeune | Classement du meilleur jeune | Classement du meilleur jeune |
| Coureur                      | Coureur                      | Pays                         | Équipe                       | Temps                        |
| ---------------------------- | ---------------------------- | ---------------------------- | ---------------------------- | ---------------------------- |
| 1er                          | Enric Mas                    | Espagne                      | Movistar Team                | 12 h 37 min 56 s             |
| 2e                           | Andrea Bagioli               | Italie                       | Deceuninck-Quick Step        | + 2 min 26 s                 |
| 3e                           | Gino Mäder                   | Suisse                       | NTT Pro Cycling              | + 2 min 59 s                 |
| 4e                           | David Gaudu                  | France                       | Groupama-FDJ                 | + 3 min 28 s                 |
| 5e                           | Aleksandr Vlasov             | Russie                       | Astana                       | + 5 min 10 s                 |
| 6e                           | Iván Sosa                    | Colombie                     | Ineos Grenadiers             | + 8 min 03 s                 |
| 7e                           | Georg Zimmermann             | Allemagne                    | CCC Team                     | + 11 min 41 s                |
| 8e                           | Kobe Goossens                | Belgique                     | Lotto-Soudal                 | + 11 min 46 s                |
| 9e                           | William Barta                | États-Unis                   | CCC Team                     | + 13 min 22 s                |
| 10e                          | Niklas Eg                    | Danemark                     | Trek-Segafredo               | + 17 min 28 s                |

| Classement du meilleur jeune | Classement du meilleur jeune | Classement du meilleur jeune | Classement du meilleur jeune | Classement du meilleur jeune |
| Coureur                      | Coureur                      | Pays                         | Équipe                       | Temps                        |
| ---------------------------- | ---------------------------- | ---------------------------- | ---------------------------- | ---------------------------- |
| 1er                          | Enric Mas                    | Espagne                      | Movistar Team                | 12 h 37 min 56 s             |
| 2e                           | Andrea Bagioli               | Italie                       | Deceuninck-Quick Step        | + 2 min 26 s                 |
| 3e                           | Gino Mäder                   | Suisse                       | NTT Pro Cycling              | + 2 min 59 s                 |
| 4e                           | David Gaudu                  | France                       | Groupama-FDJ                 | + 3 min 28 s                 |
| 5e                           | Aleksandr Vlasov             | Russie                       | Astana                       | + 5 min 10 s                 |
| 6e                           | Iván Sosa                    | Colombie                     | Ineos Grenadiers             | + 8 min 03 s                 |
| 7e                           | Georg Zimmermann             | Allemagne                    | CCC Team                     | + 11 min 41 s                |
| 8e                           | Kobe Goossens                | Belgique                     | Lotto-Soudal                 | + 11 min 46 s                |
| 9e                           | William Barta                | États-Unis                   | CCC Team                     | + 13 min 22 s                |
| 10e                          | Niklas Eg                    | Danemark                     | Trek-Segafredo               | + 17 min 28 s                |

| Classement par équipes | Classement par équipes | Classement par équipes | Classement par équipes |
| Équipe                 | Équipe                 | Pays                   | Temps                  |
| ---------------------- | ---------------------- | ---------------------- | ---------------------- |
| 1re                    | Jumbo-Visma            | Pays-Bas               | 37 h 55 min 15 s       |
| 2e                     | Movistar Team          | Espagne                | + 1 min 42 s           |
| 3e                     | UAE Team Emirates      | Émirats arabes unis    | + 7 min 14 s           |
| 4e                     | Astana                 | Kazakhstan             | + 13 min 33 s          |
| 5e                     | Mitchelton-Scott       | Australie              | + 24 min 21 s          |
| 6e                     | Trek-Segafredo         | États-Unis             | + 32 min 16 s          |
| 7e                     | Ineos Grenadiers       | Royaume-Uni            | + 34 min 06 s          |
| 8e                     | Deceuninck-Quick Step  | Belgique               | + 37 min 12 s          |
| 9e                     | Cofidis                | France                 | + 40 min 59 s          |
| 10e                    | CCC Team               | Pologne                | + 46 min 34 s          |

| Classement par équipes | Classement par équipes | Classement par équipes | Classement par équipes |
| Équipe                 | Équipe                 | Pays                   | Temps                  |
| ---------------------- | ---------------------- | ---------------------- | ---------------------- |
| 1re                    | Jumbo-Visma            | Pays-Bas               | 37 h 55 min 15 s       |
| 2e                     | Movistar Team          | Espagne                | + 1 min 42 s           |
| 3e                     | UAE Team Emirates      | Émirats arabes unis    | + 7 min 14 s           |
| 4e                     | Astana                 | Kazakhstan             | + 13 min 33 s          |
| 5e                     | Mitchelton-Scott       | Australie              | + 24 min 21 s          |
| 6e                     | Trek-Segafredo         | États-Unis             | + 32 min 16 s          |
| 7e                     | Ineos Grenadiers       | Royaume-Uni            | + 34 min 06 s          |
| 8e                     | Deceuninck-Quick Step  | Belgique               | + 37 min 12 s          |
| 9e                     | Cofidis                | France                 | + 40 min 59 s          |
| 10e                    | CCC Team               | Pologne                | + 46 min 34 s          |

## Prix de la Combativité
- Willie Smit (Burgos-BH)

## Abandons
- Thibaut Pinot (Groupama-FDJ) : non-partant
- Matej Mohorič (Bahrain-McLaren) : non-partant